# Heartstopper
Heartstopper er en britisk tv-serie fra 2022 skabt af Alice Oseman og udgivet af Netflix. Serien er baseret på Osemans web tv-serie og romanserie af samme navn fra 2018 og handler om Charlie Spring (Joe Locke), en homoseksuel dreng, som falder for sin nye klassekammerat Nick Nelson (Kit Connor). Serien følger også Charlies venner Elle (Yasmin Finney), Tao (William Gao), Isaac (Tobie Donovan), Darcy (Kizzy Edgell), Tara (Corinna Brown) og Imogen (Rhea Norwood).. Serien blev efter sæson et, forlænget med to yderligere sæsoner. Sæson 3 forventes at have premiere i 2024.

## Medvirkende
- Joe Locke – Charles "Charlie" Spring
- Kit Connor – Nicholas "Nick" Nelson
- Yasmin Finney – Elle Argent
- William Gao – Tao Xu
- Kizzy Edgell – Darcy Olsson
- Corinna Brown – Tara Jones
- Tobie Donovan – Isaac Henderson
- Sebastian Croft – Benjamin "Ben" Hope
- Cormac Hyde-Corrin – Harry Greene
- Jenny Walser – Victoria "Tori" Spring
- Stephen Fry – Headmaster Barnes
- Olivia Colman – Sarah Nelson